# Klingenberg am Main
Klingenberg am Main település Németországban, azon belül Bajorországban. Lakosainak száma 6310 fő (2023. december 31.).

## Népesség
A település népessége az elmúlt években az alábbi módon változott:
| Lakosok száma | 2497 | 6009 | 6106 | 6188 | 6112 | 6125 | 6160 | 6160 | 6270 | 6310 |
|               | 1975 | 1987 | 2012 | 2013 | 2015 | 2016 | 2018 | 2019 | 2022 | 2023 |